# Serie 0400 de CP
La Serie 0400, también conocida como Rolls Royce, es un modelo de automotor, que estuvo al servicio de la compañía de Caminhos de Ferro Portugueses y de su sucesora, la transportista Comboios de Portugal, entre 1965 y 2001.

## Historia
Entraron en servicio con la operadora Caminhos de Ferro Portugueses en 1965, tras ser construidas en las instalaciones de la compañía Sociedades Reunidas de Fabricações Metálicas.
En 1994, ya se encontraba en sus planes, en las oficinas de Oporto de la Empresa de Mantenimiento de Equipamiento Ferroviario, la remodelación de los automotores de esta serie, ya proyectando varias alteraciones en los interiores, y la sustitución de los motores originales, por unos más recientes, fabricados por Volvo; previéndose, igualmente, la construcción de un prototipo para la operadora Caminhos de Ferro Portugueses. Fueron remodeladas en dichas instalaciones, entre 1994 y 1995, habiendo sufrido varias alteraciones; en el interior, los separadores, que eran de madera, pasaron a ser de vidrio, y se introdujeron nuevas cortinas, asientos, y paneles laterales, de colores diferentes a los anteriores. También fue eliminado uno de los lavabos, con el fin de colocar más asientos, y se modificaron las fuentes de luz, con el fin de producir más iluminación. En las cabinas de conducción, el esquema de colores también se vio alterado, y fue suprimido el asiento para el ayudante, y se colocó una más ergonómica para el conductor.
Todas las unidades de esta serie fueron remodeladas e integradas en la Serie 0450.

## Características
Se componían, originalmente, las superficies exteriores de placas metálicas, de color cenicienta; las placas tenían unas forma corrugada, excepto en las cabinas, donde eran lisas. Después de la remodelación de 1995, pasaron a presentar en el exterior, las zonas frontal y trasera de cada unidad cubiertas con placas metálicas en tonos azules, de superficie lisa, y las zonas laterales a lo largo de las automotores, junto con las ventanas, fueron pintadas con los mismos tonos azules. Dos franjas rojas, horizontales, fueron colocadas rodeando totalmente los automotores, hasta rematar en las zonas pintadas de azul junto a las ventanas.
Los principales servicios efectuados por estas automotores fueron la conexión internacional entre Porto y Vigo, convoyes especiales hasta Santiago de Compostela y La Coruña, y Regionales en la Línea del Minho y en el Ramal de Braga.

## Ficha técnica
Explotación
- Servicios: Larga distancia y Regional
- Año de Entrada en Servicio: 1965 / 1966[3]

Datos generales
- Nº de Unidades Construidas: 19[1]
- Velocidad Máxima: 110 km/h[1]
- Ancho de Via: 1668 mm
- Disposición de ejes: (1A)(A1)+2´2´
- Tipo de locomotora (constructor): UDD - RR
- Diámetro de ruedas (nuevas): 850 mm
- Número de cabinas de conducción: 2
- Freno neumático: Aire comprimido - JMR - r
- Areneros (número): 8
- Sistema de hombre muerto: Oerlikon - Sifa
- Comando e unidades múltiples: Hasta 3 unidades
- Lubrificadores de verdugos (fabricante): 4 - Lubrovia especial
- Distribución de los asientos:
  - Primera clase: 2+2[3]
  - Segunda clase: 3+2[3]

Fabricantes
- Partes Mecánicas: Sorefame
- Motores de Tracción: Rolls Royce[3]
- Transmisión: Rolls Royce
- Freno: Budd Disc Brake y Girling / Westinghouse
- Registrador de velocidad: Hasler

Pesos
- Pesos (vacío) (T):
  - Motor diésel: 1,474
  - Bogies completos: Motor: 7,500; libre: 6,800
- Pesos (aprovisionamientos) (T):
  - Combustible: 0,800
  - Aceite del diésel: 2 x 0,033
  - Agua de refrigeración: 0,340
  - Aceite de transm.: 2 x 0,021
  - Arena: 4x0,048
  - Agua de la Cocina: 2 x 0,0300
  - Personal y herramientas: 0,200
  - Total: 1,363
- Pesos (total) (T):
  - Peso en Tara: 55300
  - Peso en marcha: 58600
  - En Carga Normal: 67000
  - En Carga Máxima: 72400

Motor de tracción
- Tipo: Diésel-hidráulico[1]
- Potencia: 382 kW (520 Cv)[3]
- Cantidad: 2[3]
- Tipo: C 8 TFLH-MK IV
- Número de tiempos: 4[3]
- Disposición y número de cilindros: 8 Lv
- Diámetro y curso: 130 x 152 mm
- Cilindrada total: 16,2 l
- Sobrealimentación: Holset Engineering 4[3]
- Potencia nominal (U. I. C.) (por motor) 348 Cv
- Velocidad nominal: 1800 rpm
- Potencia de utilización (por motor): 348 Cv
- Esfuerzo de tracción:
  - En el arranque: 6600 kg[3]
  - Esfuerzo de tracción a velocidad máxima: 140 kg

Transmisión de movimiento:
- Tipo: Hidráulica,[3] con 2 cajas hidráulicas DFRU - 11500 1
- Características esenciales: 2 escalas de marcha - uno hidráulico y otro mecánico; Rueda libre; Relación final de la transmisión 2,63: 1

Equipamiento de aporte eléctrico
- Constructor: TUNZINI
- Características esenciales: Quemador de gasóleo; Aire caliente impulsado

Capacidad
- Pasajeros sentados:
  - Primera clase: 40[1]
  - Segunda clase: 145[1]